# Blaukopf-Kaiserfisch
Der Blaukopf-Kaiserfisch (Pomacanthus xanthometopon) oder Diadem-Kaiserfisch ist eine Art aus der Familie der Kaiserfische (Pomacanthidae). 

## Erscheinungsbild
Blaukopf-Kaiserfische werden bis zu 38 Zentimeter lang. Ihre Körpergrundfarbe ist blau. Jede Schuppe hat einen gelben Rand. Die Schwanzflosse, Rückenflosse Brustflossen und die Kehle sind gelb. Die Bauchflossen und der vordere Teil der Afterflosse sind blau. Der Kopf hat eine netzartige, blaue Zeichnung mit einer gelben Maske über den Augen. Im hinteren Teil der Rückenflosse befindet sich ein schwarzer Augenfleck.
Junge Blaukopf-Kaiserfische sind dunkelblau mit hellblauen und weißen senkrechten Streifen am Körper.

## Verbreitung
Er lebt im zentralen, tropischen Indopazifik, an der Nordküste Australiens, um Neuguinea, um Sulawesi, an der Südspitze Sumatras bei den Karolinen und bei den Malediven. Blaukopf-Kaiserfische leben an Riffhängen oder Lagunen in Tiefen von 5 bis 20 Metern. 

## Ernährung
Blaukopf-Kaiserfische ernähren sich von Schwämmen, Seescheiden und Algen. 

## Aquarienhaltung
Blaukopf-Kaiserfische werden gelegentlich für Haltung in Meerwasseraquarien importiert. Verantwortliche Liebhaber sollten vom Kauf absehen, da man Tieren dieser Größe keinen angemessenen Lebensraum bieten kann. 